# Athos Bartolucci
Athos Bartolucci (Ferrara, 28 ottobre 1902 – Framura, 1992) è stato un politico italiano.

## Biografia
Cavaliere dell'Ordine dei Santi Maurizio e Lazzaro e Commendatore dell'Ordine di Sant'Agata.
È stato legionario con D'Annunzio a Fiume e Zara.
Dirige il GUF di Ca' Foscari dove si laurea in Scienze Diplomatiche e Consolari.
Nominato Segretario Federale della Dalmazia nel 1934, manterrà l'incarico fino al 1942.
Volontario in Africa Orientale nell'Arma Aeronautica (medaglia di bronzo).
Dal 1939 Consigliere Nazionale alla Camera dei Fasci e delle Corporazioni.
Nel 1941 nominato dal Duce Commissario Civile per i territori dalmati occupati militarmente dall'Italia, quindi Ispettore del Partito per la Dalmazia.
Nel 1942 è presidente dell'U.M.A.
Nel 1961 è presidente della Camera di Commercio della Somalia (settore Fiere)
Il nome di Athos Bartolucci figura nell'elenco CROWCASS (Central Registry of War Criminals and Security Suspects) (1947), compilato dagli Alleati anglo-americani, delle persone ricercate dalla Jugoslavia per crimini di guerra. Processato verrà assolto da ogni accusa per intervento degli stessi dalmati.